# Ascetotettix capensis
Ascetotettix capensis är en insektsart som först beskrevs av Günther, K. 1956.  Ascetotettix capensis ingår i släktet Ascetotettix och familjen torngräshoppor. Inga underarter finns listade i Catalogue of Life.